# Dragoș Huiban
Dragoș Ionuț Huiban (sinh ngày 29 tháng 1 năm 1990) là một cầu thủ bóng đá người România thi đấu ở vị trí tiền vệ of tiền đạo cho Sportul Snagov.